# Surfing H3O
Surfing H3O, відома у Японії як Surfroid: Densetsu no Surfer (яп. サーフロイド 伝説のサーファー, Сафуроїдо Денсецу но Сафаа, укр. Surfroid: Легендарний серфер), — це відеогра у жанрі серфінгу, розроблена Opus і видана ASCII Entertainment у Японії та Rockstar Games у США та Європі для PlayStation 2.

## Ігровий процес
Є два режими гри, які можна вибрати в головному меню: турнір, який містить набір рівнів з різними умовами, та режим Vs., який такий самий, як і турнір, лише для двох гравців. У Vs. двом гравцям потрібно грати почергово. Мета полягає в тому, щоб пройти через хвилі, які рухаються в певному напрямку, одночасно збираючи розкидані навколо «буйки» й виконувати певні трюки, до того, як закінчиться ліміт часу. Кожна дистанція вимагає від гравців набрати певну кількість балів, перш ніж перейти до наступної. Їх можна отримати, якщо збирати маркери або виконувати трюки.
У режимі турніру кожна серія складається з шести етапів. Після завершення однієї серії, починається наступне змагання з такою ж кількістю рівнів і з поступово складнішими умовами. На початку розблоковано лише дві рівні складності — легкий і середній. У міру проходження кожного з них відкриваються нові, наприклад, професійний або напівпрофесійний. Гравці можуть вибирати з одинадцяти різних персонажів, таких як Келлі Сансет або Марк Маверікс. Кожен з них має дещо відмінну специфіку.

## Історія
Surfing H3O — це перероблена версія Surfroid. У результаті сюжет, який обертався навколо інопланетян і планетарного кінця світу, був вирізаний з цієї версії. За межами Японії, гру випустила Rockstar Games 27 жовтня 2000 року, на другий день після старту продаж PlayStation 2 у Сполучених Штатах та 5 січня 2001 року на території Європи.

## Відгуки та оцінки
| Агрегатор  | Оцінка |
| ---------- | ------ |
| Metacritic | 46/100 |

| Видання                            | Оцінка |
| ---------------------------------- | ------ |
| AllGame                            | [ 10 ] |
| CNET Gamecenter                    | 5/10   |
| Edge                               | 4/10   |
| Electronic Gaming Monthly          | 4.5/10 |
| EP Daily                           | 6/10   |
| Famitsu                            | 30/40  |
| Game Informer                      | 3/10   |
| GameRevolution                     | D−     |
| GameSpot                           | 4.8/10 |
| GameSpy                            | 15%    |
| IGN                                | 4/10   |
| Jeuxvideo.com                      | 8/20   |
| Next Generation                    | [ 18 ] |
| Official U.S. PlayStation Magazine | [ 19 ] |

Гра отримала «загалом несприятливі відгуки» за версією сайту Metacritic. Денієл Еріксон з NextGen сказав, що гра була «на відстані одного милого трюку від абсолютного мотлоху». У Японії Famitsu оцінив її на 30 балів з 40. Чотириокий Дракон з GamePro сказав: «Не чекайте гострих відчуттів від Maverick у цьому розчаровуючому серфінгу. Хоча він виглядає як ідеальна хвиля і має інноваційний спосіб керування бордером за допомогою мініатюрної дошки для серфінгу, яка кріпиться до обох аналогових палиць, Surfing H30 не в змозі втриматися на плаву завдяки цікавому ігровому процесу». Відповідно до коментаря, видання виставило 4.5 за графіку, 3.5 за звуковий супровід та 2.5 за ігровий процес з 5.